# SMPlayer
SMPlayer — кроссплатформенный медиаплеер с открытым исходным кодом, распространяемый по лицензии GNU GPL. Программа написана на C++ с использованием библиотеки Qt и представляет собой графическую оболочку для MPlayer.

## Возможности[4]
- Запоминает настройки и временную позицию каждого файла
- Эквалайзер, аудио- и видео-фильтры
- Многоскоростное воспроизведение
- Плейлисты
- Настраиваемые субтитры
- Радио
- Телевидение[5]
- Браузер YouTube
- Скины
- Более 30 языков
- Поддержка файлов EDL
- Поддержка Chromecast (требуется Google Chrome или Chromium и пакет «webfs»)

## Поддерживаемые форматы
SMPlayer поддерживает многочисленные видео и аудио-форматы, такие как Audio CD, DVD, Video CD, мультимедиа-файлы в формате AVI, ASF/WMV/WMA, MOV/MP4, RealMedia, Ogg Vorbis, NUT, NSV, VIVO, FLI, NuppelVideo, yuv4mpeg, FILM (.cpk) формат, RoQ, PVA и Matroska, записанные с видеокодеками DivX, MPEG-1, MPEG-2, MPEG-4, Sorenson, WMV, RealVideo, x264 (реализация стандарта H.264) и аудиокодеками MP3, Musepack, Vorbis, RealAudio, AC3/A52 (Dolby Digital), AAC (MPEG-4 аудио), QuickTime, VIVO аудио и WMA, а также многими другими более-менее распространёнными видео и аудиокодеками.

## Пакеты
SMPlayer построен с Qt и основан на MPlayer. Это делает его довольно портативным, поскольку MPlayer и Qt уже доступны во всех основных операционных системах. В операционных системах, на которых SMPlayer ещё не портирован, вероятно, можно запустить приложение через двоичную совместимость с другим Unix или Linux.
В дополнение к пакетам Windows для Ubuntu предусмотрены официальные двоичные пакеты. Многие дистрибутивы предоставляют пакеты в своих репозиториях.
Для FreeBSD SMPlayer доступен для установки из источника через дерево портов, а также доступен как бинарные пакеты для большинства основных выпусков FreeBSD.
OpenBSD также предоставляет бинарные пакеты и также доступен в коллекции портов.
SMPlayer пока недоступен в NetBSD или DragonFly BSD, либо в двоичном формате, либо в pkgsrc. NetBSD должен иметь возможность запускать двоичный файл FreeBSD без особых проблем.

### Windows
Начиная с версии 0.6.7, SMPlayer распространяется с установщиком NSIS (ранее Inno Setup). Установщик способен загружать и устанавливать последние пакеты кодеков MPlayer во время установки, хотя альтернативный установщик доступен с MPlayer, включенным для автономной установки.
Версии «Portable» (без установки) также доступны в PortableApps. Независимый разработчик doom9 предлагает различные пакеты Windows на основе двоичных файлов MPlayer, портированных Гианлуиги Тиси.

### Форки
- UMPlayer[10][11][12]. Предлагает интеграцию с потоками SHOUTcast и поддержкой Mac OS X. Часто задаваемые вопросы SMPlayer сообщают пользователям UMPlayer о том, что те же функции были добавлены, и что SMPlayer чаще обновляется[13].
- SMPlayer2 нацелена на использование пользователями mplayer2. В 2014 году была заменена MPV[14].

## Критика
Неотключаемые кнопки «поделиться» и «поддержать», показывающиеся после каждого воспроизведения.